# Lwówek Śląski
Lwówek Śląski (německy Löwenberg in Schlesien, česky též Lemberk) je polské město v Dolnoslezském vojvodství (województwo dolnośląskie). Je sídlem správy okresu Lwówek Śląski. Žije zde přibližně 8 500 obyvatel.
V letech 1281 až 1286 bylo sídlem Lemberského knížectví.

## Partnerská města
- Chrastava, Česko
- Rumburk, Česko
- Heidenau, Německo
- Lwówek, Polsko